# 레 알
레 알(프랑스어: Les Halles)은 1973년 1월 12일까지 프랑스 파리에서 운영했던 중앙 신선식품 시장이다. 현재는 지상 1층, 지하 4층 쇼핑센터인 웨스트필드 포럼 데 알(Westfield Forum des Halles)과 공원으로 탈바꿈했다. 웨스트필드 포럼 데 알은 2010년 대규모 리뉴얼을 거쳐 2018년에 재개관 하였으며 쇼핑몰 위로는 2.5헥타르에 달하는 굽이치는 캐노피 지붕이 뒤덮고 있다. 웨스트필드 포럼 데 알은 매년 약 5천만 명의 사람들이 방문하며, 2019년 기준 프랑스에서 가장 분주한 쇼핑몰이 되었다. 웨스트필드 포럼 데 알은 파리에서 가장 바쁜 역인 샤틀레 레알역의 RER과 지하철 환승 허브와 직접 연결되어 있으며 근처에 이노상 분수도 있어 만남의 장소로 사람들이 항상 북적인다.